# خطمي كبير الأزهار
الخطمي الكبير الأزهار نوع نباتي شجيري يتبع جنس الخطمي.

## الوصف النباتي
موطنه جنوب شرق الولايات المتحدة.